# أحادية جنسية

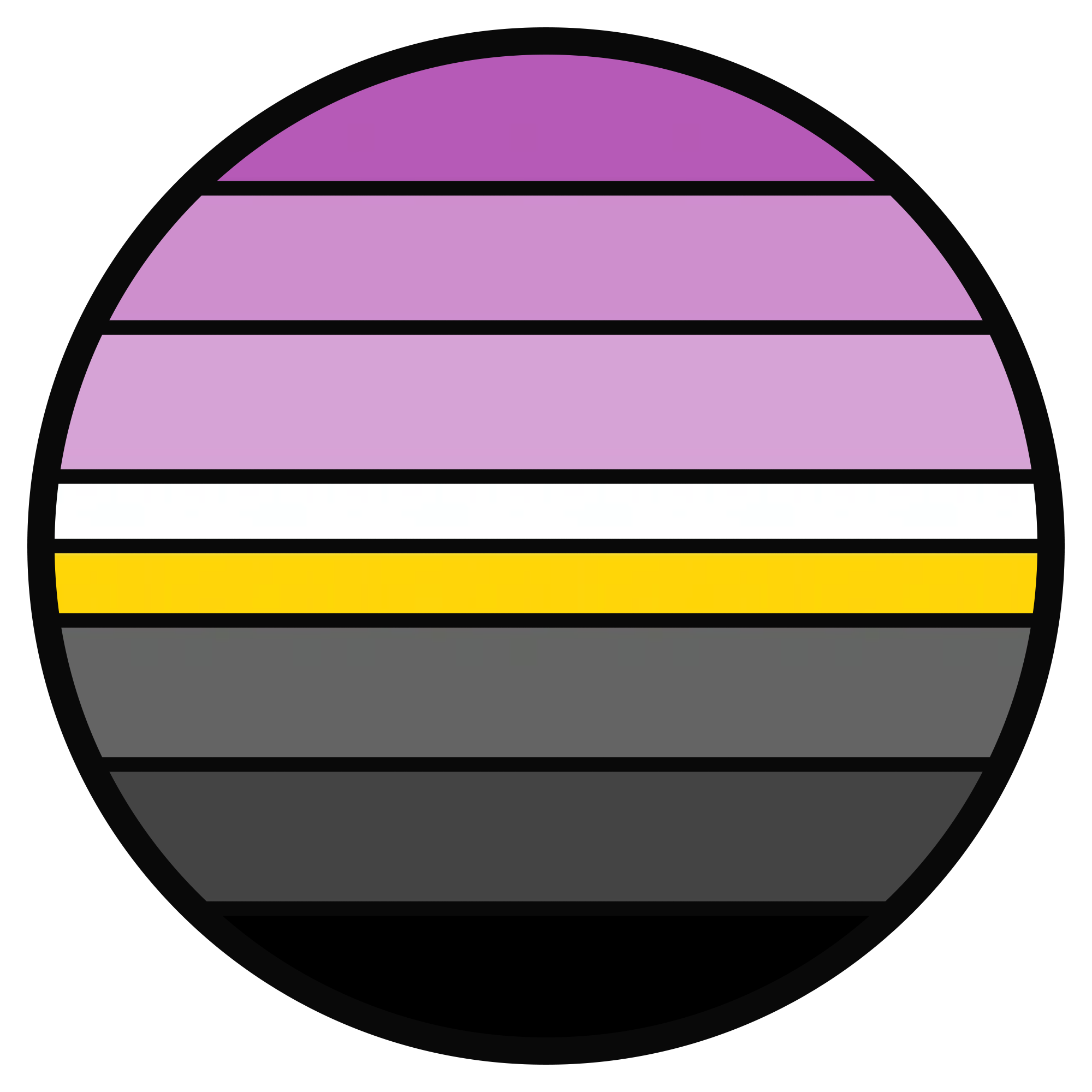
جزء من مجموعة من الأيقونات التي تمثل التوجهات الجنسية المختلفة المصممة بأسلوب بروس ذا ديوس

الأحادية الجنسية (بالإنجليزية: Monosexuality) هو انجذاب رومانسي أو جنسي لأفراد من نفس الجنس أو الجندر فقط. الشخص أحادي الجنسية قد يحدد كمغايرالجنس أو مثلي الجنس. في مناقشات التوجه الجنسي، يستخدم هذا المصطلح أساسا في مقابل ازدواجية الميول الجنسية أو الهويات الجامعة الجنسية والتعددية الجنسية. تعدّ في بعض الأحيان ازدراء من الأشخاص على من يمارسونها.
وجدت تقارير كينسي أنه في التجارب التي تؤدي إلى هزة الجماع، أن 63٪ من الرجال و 87٪ من النساء يمكن وصفهم ك «مثلي الجنس على وجه الحصر» أو «غيري الجنس على وجه الحصر»..